# Академический (посёлок)
Академи́ческий — посёлок городского типа в Вышневолоцком районе Тверской области. Относится к Коломенскому сельскому поселению.
Расположен между озёрами Островно и Коломенским, в 2 км от станции Академическая на перегоне Вышний Волочёк — Бологое главного хода Октябрьской железной дороги (20 км от Вышнего Волочка). В 3 км к юго-западу — село Коломно на федеральной автодороге «Москва — Санкт-Петербург» М10.
Рядом с посёлком деревня Находно, чуть дальше, за станцией, деревня Заречье.
Название посёлка от близлежащей станции, та в свою очередь названа по расположенной в 8 км Академической даче художников.
К югу от посёлка — песчаные и гравийные карьеры Коломенского месторождения, возникновение посёлка связано с их разработкой.

## Население
| 2010 |
| ---- |
| 1046 |

Население по переписи 2002 года — 1157 человек, 535 мужчин, 622 женщины.

## Инфраструктура
В посёлке 6 организаций.
- МОУ «Академическая СОШ»
- МДОУ «Академический детский сад»
- МУЗ «Академическая сельская врачебная амбулатория»
- Библиотека
- Академическое карьероуправление